# Marie-Claude Bierre
Pour les articles homonymes, voir Bierre.
Marie-Claude Bierre est une patineuse artistique française qui a été sextuple championne de France de 1972 à 1977.

## Biographie

### Carrière sportive
Marie-Claude Bierre a dominé le patinage individuel féminin en France de 1972 à 1977 en obtenant six titres consécutifs de championne de France. Néanmoins, malgré tous ses titres nationaux, elle ne réussira jamais à se hisser ni dans le top 10 mondial, ni dans le top 10 européen.
Son meilleur résultat européen est une douzième place aux championnats d'Europe de 1973 à Cologne, et son meilleur classement mondial est une seizième place aux championnats du monde de 1972 à Calgary. Elle ne participera jamais aux jeux olympiques.

## Palmarès
| Jeux olympiques d'hiver |     |     |     |     |     |     |     |
| Championnats du monde   |     | 16e | 18e |     | 19e |     | 18e |
| Championnats d’Europe   | 20e | 20e | 12e | 14e | 17e | 16e | F   |
| Championnats de France  | 2e  | 1re | 1re | 1re | 1re | 1re | 1re |
| Légende : F = Forfait   |     |     |     |     |     |     |     |

## Sources
- Le livre d'or du patinage d'Alain Billouin, édition Solar, 1999
- (en) Skatabase: Résultats des principaux championnats de Patinage Artistique